# لاري براون (لاعب كرة قاعدة أمريكي)
لاري براون (بالإنجليزية: Larry Brown)‏ هو لاعب كرة قاعدة أمريكي، ولد في 16 سبتمبر 1901 في برمنغهام في الولايات المتحدة، وتوفي في 7 أبريل 1972 في ممفيس في الولايات المتحدة.